# Natalia Troická
Natalia Troická (Troitskaya, rusky Наталья Леонидовна Троицкая – Natalja Leonidovna Troickaja; 18. května 1951 Bělehrad – 9. dubna 2006 Moskva) byla ruská operní pěvkyně (sopranistka), členka Vídeňské státní opery.
Měla vynikající sopránový hlas, který ji proslavil na mnoha operních scénách ve světě včetně Metropolitní opery, Royal Opera House Covent Garden a La Scaly. V letech 1984–1991 si získala renomé jako Aida, Tosca a Manon Lescaut na scéně divadla Wiener Bühne. Mezi její partnery patřili Dmitrij Chvorostovskij, Luciano Pavarotti, Plácido Domingo a Montserrat Caballé. Byla považována za jednu z nejlepších interpretek Aidy ve stejnojmenné opeře Giuseppe Verdiho a Taťány v Čajkovského Evženu Oněginovi.
Zemřela 9. dubna 2006 v Moskvě po vážné chorobě ve věku 54 let.